# روز هوليرمان
روز هوليرمان (بالإنجليزية: Rose Hollermann) (من مواليد 25 ديسمبر 1995) هي لاعبة كرة سلة على كرسي متحرك ذات تقييم 3.5 نقاط أمريكية من مواليد مدينة مانكاتو بولاية مينيسوتا الأمريكية التحقت بفريق الولايات المتحدة لكرة سلة على كرسي متحرك وفازت بأول ميدالية ذهبية لها في بطولة العالم لكرة السلة للسيدات على كرسي متحرك تحت سن الخامسة والعشرون لعام 2011 التي اقيمت في سانت كاثرينز بدولة كندا وحققت ثاني ذهبية لها في بطولة ألعاب بارابان الأمريكية لعام 2011 التي اقيمت في مدينة غوادالاخارا بدولة المكسيك وحققت ثالث ذهبية لها في بطولة ألعاب برابان الأمريكية لعام 2015 التي اقيمت في تورنتو بدولة كندا وحصدت رابع ميدالية ذهبية لها في الألعاب البارالمبية الصيفية 2016 التي اقيمت في ريو دي جانيرو بدولة البرازيل وحصدت خامس ذهبية لها في بطولة العالم لكرة السلة للسيدات على الكراسي المتحركة تحت سن الخامسة والعشرون لعام 2019 التي اقيمت في سوفانبوري بدولة تايلاند ولتكون بذلك حققت 5 ميداليات ذهبية في مناسبات مختلفة.

## السيرة شخصية
ولدت روز هوليرمان كفتاة طبيعية في مدينة مانكاتو بولاية مينيسوتا الأمريكية في 25 ديسمبر 1995، ابنة جون هوليرمان وميشيل هوليرمان. لديها ثلاثة إخوة: وهم شين هوليرمان وإيثان هوليرمان وسيث هوليرمان.
في يوم الجمعة الموافق 10 أغسطس 2001 تعرضت كل من روز ووالدتها وإخوتها الثلاثة لحادث سيارة خارج منازلهم في مدينة اليسيان , مينيسوتا. ونتيجة هذا الحادث تُوفِّيَ اخويها «إيثان» و «شين». وعانت روز من كدمات في الحبل الشوكي حول الفقرتين T11 و T12 من الفقرات الصدرية، وهذا تسبب بترك جزء مشلول من خصرها حتي اسفل جسمها
. تستطيع روز الوقوف والمشي قليلا، ولكن تقضي كثير من وقتها جالستاً علي كرسي متحرك.
بعد الحادث، أُرسلت إلى مركز كاريج في مدينة مينيسوتا، حيث كانت تتعلم السباحة كجزء من العلاج. وبعد وقت قريب كانت تدخل في منافسات السباحة. وأخذت أيضاً تتعلم وتشارك في رياضات اخري مثل زلاجات الهوكي والرماية وكرة المضرب والتزلج و وسباقات الميدان و المضمار الرياضي، بما في ذلك رياضة رمي القرص، دفع الثقل، وسباقات المسافات بينما في مدرسة واترفيل -ايليسيان-موريستاون الثانوية. ثم اكتشفت لاحقاً رياضة كرة السلة على كرسي متحرك حيث لعبت مع فريق مركز كاريج المتداول تمبروولفز. في هذه الرياضة، والتي كانت تصنف على انها لاعبة ذات تقييم 3.5 نقاط  وشاركت في البطولة الوطنية للناشئين في 2008 و 2009 و 2010. فازت بالميدالية الذهبية في عام 2010 في بطولة العالم لتحت العشرين، ثم حققت ميدالية ذهبية بطولة العالم للسيدات تحت سن الخامسة والعشرون لكرة السلة على الكراسي المتحركة ببطولة العالم التي اقيمت في سانت كاثرينز ، كندا.
في عام 2011، أصبح هوليرمان أصغر فتاة تنضم الي الفريق الوطني على الإطلاق، وفازت بميدالية ذهبية في بطولة ألعاب بارابان الأمريكية لعام 2011 التي اقيمت في مدينة غوادالاخارا بدولة المكسيك. في العام التالي قدمت أول ظهور لها في الألعاب البارالمبية لندن 2012 . وفي عام 2014، منحتها جامعة تكساس في أرلينغتون منحة دراسية رياضية كاملة للعب في فريق كرة السلة الجديد للكراسي المتحركة ليدي مافوين مافز Lady Movin 'Mavs. وفازت بالذهبية مرة أخرى في بطولة ألعاب برابان الأمريكية لعام 2015 التي اقيمت في تورنتو بدولة كندا.  فاز ليدي مافوين مافز Lady Movin 'Mavs بلقبهن الوطني الأول في عام 2016، حيث هزمن فريق جامعة إلينوي المصنف الأعلى 65-51 في بطولة الجامعة الوطنية لكرة السلة للكراسي المتحركة في إيدنبورو، بنسلفانيا. حصلت روز هوليرمان، التي ساهم بحصد 35 نقطة وتسع كرات مرتدة وسبع تمريرات حاسمة، على لقب أفضل لاعبة في بطولة الدوري الاميركي للمحترفين لعام 2015 -2016، وهي لا تزال أصغر لاعبة في فريق الولايات المتحدة الأمريكية، فازت بالميدالية الذهبية في الألعاب البارالمبية الصيفية 2016 التي اقيمت في ريو دي جانيرو بدولة البرازيل. 
في 16 مارس 2019 واجه فريق ليدي مافوين مافز Lady Movin 'Mavs فريق جامعة ألاباما في نهائي البطولة الوطنية، ولكن هذه المرة حصدوا نقاط اقل وخسرن برصيد 87-76 في الوقت الاضافي. في مايو 2019، فازت بالميدالية الذهبية مع فريق تحت سن الخامسة والعشرون للسيدات في ي بطولة العالم لكرة السلة للسيدات على الكراسي المتحركة تحت سن الخامسة والعشرون لعام 2019 التي اقيمت في سوفانبوري بدولة تايلاند.  بحيث فاز فريق الولايات المتحدة الأمريكية على أستراليا في النهائي 62-25. وتم اختيارها كأحد النجوم الخمسة، إلى جانب زملائها في فريق ليدي مافوين مافز Lady Movin 'Mavs آبي دنكن وأنابيل ليندساي. 